# Benelli M1
Le Benelli M1 Super 90 est un fusil de combat rapproché d'une capacité de 3 coups et de police à pompe, conçu et fabriqué par le fabricant d'armes à feu italien Benelli Armi SpA dans les années 1980 et 1990.

## Présentation
Prévu pour remplacer les Benelli 121/201, le Benelli M1 Super 90 fut produit entre 1986 et 2005, à la suite de l'introduction du Benelli M2.
Le M1 tire de trois à huit coups. Comme la plupart des fusils de chasse Benelli, il utilise un système à ouverture de culasse retardée, développé par Bruno Civolani, d'une conception simple et fiable.
Il est fiable et polyvalent, et est apprécié à la fois par la police et par les sportifs civils sous le nom de Benelli Caccia (chasse) connu comme Benelli M1 Field dans les pays anglophones (Australie, Canada et États-unis).

## Dans la culture populaire
Des années 1980 aux années 2000, le Benelli M1 apparut dans de nombreux films musclés dont Predator 2, Volte-Face, L’Echange, 2 Fast 2 Furious, S.W.A.T. unité d'élite, Street Kings ou The Dark Knight armant des personnages interprétés par Danny Glover, David Caruso, Eva Mendes, LL Cool J, Keanu Reeves et Gary Oldman.
À la fin des années 1990, les gamers pouvaient l’utiliser dans Jurassic Park: Trespasser, Rainbow Six: Rogue Spear, Global Operations ou S.W.A.T. 4.

## Sources
Cette notice est issue de la lecture des revues spécialisées de langue française suivantes :
- Cibles (Fr)
- Action Guns (Fr)
- Raids(Fr)